# German International School Sydney
Die German International School Sydney ist eine deutsche Auslandsschule im Vorort Terrey Hills in der Stadt Sydney, New South Wales, Australien. Sie ist neben der Deutschen Schule in Melbourne die eine von zwei deutschen Schulen in Australien. Der Schuldirektor ist Lorenz Metger. Der Lehrplan basiert auf dem Lehrplan in Thüringen.

## Geschichte
Die Idee für eine deutsche Schule in Sydney entstand schon 1986. Im Jahr 1987 traf sich dann die Deutsch-Australische Begegnungsschule zu Planungen. Im August wurde der Schulverein Deutsche Schule Johannes Gutenberg gegründet. Einige geplante, aber verworfene Standorte waren Chester Hill, Bellevue Hill und Maroubra. Da man sich nicht auf einen Standort einigen konnte, konnte zum Beginn des australischen Schuljahres im Februar 1988 noch kein Unterricht aufgenommen werden. Es wurde über eine Kooperation mit der französischen Schule in Sydney nachgedacht. Im Mai wurde der Schulverein aufgelöst und der Nachfolger German School Johannes Gutenberg Limited by Guarantee gegründet.
Als die Prospect Public School schloss, mietete man das Gebäude und stellte die erste Lehrkraft ein. Nach der Renovierung im Januar 1989 eröffnete der deutsche Generalkonsul die Schule. Am 7. Februar 1989 wurde die Deutsche Schule Johannes Gutenberg in Prospect mit 28 Schülern von Kindergarten bis Klasse 4 eröffnet. Die Schulbücher wurden allerdings erst am Ende des Februars geschickt. 
Die Suche nach einem festen Standort war jedoch noch nicht am Ende. Das Schuljahr 1990 begann mit 54 Schülern. Der Standort Ryde kam ins Gespräch. Der erste aus Deutschland gesandte Schulleiter war Jürgen Koch, der seinen Job 1991 aufnahm. Im Januar 1992 zog die Schule mit 79 Schülern in 8 Klassen nach Ryde um.
Im Januar 1993 eröffnete die Preschool.
1996 fanden die ersten differenzierten Abschlussprüfungen der 10. Klasse (Hauptschulabschluss, Realschulabschluss bzw. Übergang in die gymnasiale Oberstufe) statt.
2001 wurde ein benachbartes Grundstück erworben, in dem das IT Labor und die Bibliothek untergebracht wurden. Im Jahr darauf, 2002, wurde das International Baccalaureate Diploma Programme eingeführt, welches ein komplettes Angebot von Preschool bis Klasse 12 bot. Schülerinnen und Schüler konnten nun den Abschluss International Baccalaureate Diploma (IB) erwerben. Die Schule wurde in German International School Sydney umbenannt und kaufte ein Grundstück in Terrey Hills.
2004 wurde die Baugenehmigung in Terrey Hills eingeholt. Mit 239 Schülern hatte die Schule in diesem Jahr den zweithöchsten Stand überhaupt. 2006 startete der Bau der neuen Schule in Terrey Hills mit finanzieller Unterstützung von Deutschland. Die Schule wurde mit dem NSW Board of Studies registriert; sie bot nun ein kombiniertes Curriculum basierend auf deutschen und NSW Lehrplänen an.
Im Januar 2008 startete der Englischen Zweig in Klasse 7. Es war so erstmals für Schülerinnen und Schüler ohne Deutschkenntnissen möglich die German International School Sydney zu besuchen. Im August 2008 konnte das neue Schulgebäude in Terrey Hills bezogen werden.
2010 entstanden mit Hilfe von australischen Fördermitteln zwei neue Gebäude, in welche die Bibliothek und 4 zusätzlichen Klassenräumen eingerichtet wurden. Durch Zukauf von Nachbargrundstücken wurde die Grundstücksgröße verdoppelt.
Im Januar 2015 wurde das Schuljahr an den Schulkalender von New South Wales angepasst, welcher dem Kalenderjahr entspricht und somit im Januar beginnt. Im Februar 2015 wurden durch die Einführung des GISS Curriculums der Deutsche und der Englische Zweig zusammengeführt. Schülerinnen und Schüler haben so die Möglichkeit in einigen Fächern die Unterrichtssprache in der Grundschule und in der Sekundarstufe zu wählen. Auch die Aufnahme von Schülern ohne Deutschkenntnissen in allen Klassenstufen konnte so erreicht werden. Mit 330 Schülern wächst die Schule näher an die Kapazitätsgrenze; in einigen Klassen gibt es Wartelisten für die Aufnahme.
Im April 2017 begannen erneute Bauarbeiten für vier neue Klassenzimmer, um der wachsenden Schülerzahl gerecht zu werden. Die neuen Klassenzimmer wurden schließlich im Januar 2018 offiziell vom Deutschen Generalkonsul und dem NSW Bildungsminister eröffnet.